# Sedum napiferum
Sedum napiferum är en fetbladsväxtart som beskrevs av Johann Joseph Peyritsch. Sedum napiferum ingår i Fetknoppssläktet som ingår i familjen fetbladsväxter. Inga underarter finns listade i Catalogue of Life.